# Jean-Jacques Lamboley
Jean-Jacques Lamboley (ur. 10 sierpnia 1920 w Héricourt – zm. 20 lipca 1999 w Thonon-les-Bains) – francuski kolarz torowy i szosowy, dwukrotny medalista torowych mistrzostw świata.

## Kariera
Pierwszy sukces w karierze Jean-Jacques Lamboley osiągnął w 1947 roku, kiedy zdobył srebrny medal w wyścigu ze startu zatrzymanego zawodowców podczas torowych mistrzostw świata w Paryżu. W zawodach tych wyprzedził go jedynie jego rodak Raoul Lesueur, a trzecie miejsce wywalczył Holender Jan Pronk. Na rozgrywanych rok później mistrzostwach świata w Amsterdamie w tej samej konkurencji Lamboley był już najlepszy. Ponadto trzykrotnie zdobywał medale torowych mistrzostw Francji, w tym dwa złote. Startował również w wyścigach szosowych, ale bez większych sukcesów. Nigdy nie wystąpił na igrzyskach olimpijskich.